# Run (2019)
Run ist ein Filmdrama von Scott Graham, das am 26. April 2019 beim Tribeca Film Festival seine Weltpremiere feierte und am 13. März 2020 in die Kinos im Vereinigten Königreich kam.	

## Handlung
In der schottischen Stadt Fraserburgh versuchen die jungen Männer durch nächtliche Drag-Rennen ihrem Alltag zu entkommen. Finnie war einst ein solcher Junge, aber jetzt arbeitet er in der Fischfabrik, und sein Sohn ist an der Reihe. Die Ehe mit seiner Frau Katie ist nicht mehr wie sie einmal war. Als er von seinem Sohn Kid erfährt, dass seine Freundin Kelly schwanger ist, befürchtet er, dass er auf dem besten Weg zu einem Leben ist, das seinem eigenen ähnelt. Als er sich eines Nachts Kis Auto leiht, weil sein eigenes kaputt ist, und mit seinem Sohn verwechselt wird, nutzt er den Flitzer für ein letztes Rennen.

## Produktion
Regie führte Scott Graham, der auch das Drehbuch schrieb. Wie sein Kurzfilm Shell aus dem Jahr 2007, der seinem gleichnamigen Filmdrama aus dem Jahr 2012 als Grundgerüst diente, adaptierte Graham auch für Run eines seiner früheren Werke. Er reicherte seinen Kurzfilm Born to Run aus dem Jahr 2005 an. Der Titel des Films nimmt Bezug auf den Song Born To Run von Bruce Springsteen aus dem Jahr 1975, der auf dem gleichnamigen Album veröffentlicht wurde.
Mark Stanley übernahm die Rolle von Finnie. In weiteren Rollen sind Amy Manson, Marli Siu, Anders Hayward und Scott Murray zu sehen.
Von Ende April bis Anfang Mai 2019 wurde der Film beim Tribeca Film Festival gezeigt und feierte hier seine Weltpremiere. Am 13. März 2020 kam er in die Kinos im Vereinigten Königreich.

## Rezeption

### Kritiken
Von den bei Rotten Tomatoes aufgeführten Kritiken sind 81 Prozent positiv.
Guy Lodge von Variety schreibt, Kern des Films sei die unwahrscheinliche Begegnung von Finnie, einem entwachsenen Jungen, und Kelly, der schwangeren Freundin seines Sohnes, die bald sein Enkelkind zur Welt bringt. Sie erkennen ineinander ihre verkümmerten Hoffnungen ineinander, und auch wenn das Verhältnis zwischen ihnen nicht sehr romantisch sei, verrate sich, was sie beide in ihren jeweiligen Beziehungen vermissen.
Stephen Dalton von The Hollywood Reporter erklärt, Scott Graham zitiere mit Run den George-Lucas-Klassiker American Graffiti, und beginne den Film mit einer soliden Prämisse, doch fehle ihm die dramatische Kraft, die Geschichte aus dem zweiten Gang zu holen. Die meiste knappe Action des Films entfalte sich in einem engen Autoinnenraum, wobei Finnie und Kelly kaum miteinander reden. Finnies Wut gegen sein Dasein, das ihn zu erdrücken scheint, sei so schlecht erklärt, dass seine frühe Midlife-Crisis eher wie ein verrückter Mann-Baby-Wutanfall aussieht als ein ernstes Psychodrama, und als emotionales Drama fehle es an Antrieb oder Richtung, so Dalton. Run habe einen rohen schottischen Geschmack, der sich kompromisslos anfühlt. Obwohl der Film nur 78 Minuten dauert, fühle er sich länger an.

### Auszeichnungen
BAFTA Scotland Awards 2021
- Nominierung als Bester Film (Scott Graham, Margaret Matheson, Ciara Barry und Rosie Crerar)
- Nominierung als Bester Hauptdarsteller (Mark Stanley)
- Auszeichnung als Beste Hauptdarstellerin (Marli Siu)[7][8]

Tribeca Film Festival 2019
- Nominierung im International Narrative Competition[9]